# إطباق
الإطباق لغةً: الإلصاق، واصطلاحًا: التصاق جزء من اللسان بالحنك الأعلى عند النطق بالحرف، وحروفها أربعة؛ وهي: «ص، ض، ط، ظ»